# Zasięg samolotu
Zasięg samolotu – odległość ograniczająca operację lub działanie danego statku powietrznego; dystans, który może pokonać statek powietrzny z dopuszczalnym uzbrojeniem oraz paliwem w zbiornikach.
Rozróżnia się zasięg techniczny, czyli odległość, jaką może pokonać statek powietrzny lecący na stałej wysokości w warunkach atmosfery wzorcowej oraz zasięg taktyczny, czyli odległość, jaką może pokonać statek powietrzny w warunkach konkretnego zadania (przy danej marszrucie, pogodzie i obciążeniu).